# Notochelone costata
Notochelone costata (лат.) — вид вымерших морских черепахи мелового периода из семейства протостегид (Protostegidae). Единственный вид в роде Notochelone.
В 1882 году Ричард Оуэн на основании голотипа BMNH R77, представляющего из себя частичный скелет (неполный панцирь с костями груди и конечностей), описал вид Notochelys costata. В 1889 году Ричард Лидеккер переименовал род Notochelys в Notochelone.
По размерам Notochelone costata приблизительно соответствовал современной зелёной черепахе. Это была наиболее распространённая морская рептилия во внутреннем море, располагавшемся в те времена в Квинсленде (Австралия). Питался, видимо, в основном донными моллюсками.